# قيقب باكسي
قيقب باكسي (الاسم العلمي:Acer paxii) هو نوع من النباتات يتبع جنس القيقب من الفصيلة الصابونية.